# Nachtlandingsinstallatie
Een nachtlandingsinstallatie was een in de periode voor de Tweede Wereldoorlog op enkele luchthavens gebruikt lichtsysteem aan de  landingsbaan om piloten te assisteren bij het landen onder moeilijke zichtsomstandigheden. Het was een voorganger van ILS. De eerste luchthaven die met een dergelijke installatie was uitgerust was die van Cleveland, Ohio. De luchthaven Schiphol had vanaf 1936 een dergelijke installatie.